# Hagenbecks Tierpark (metropolitana di Amburgo)
Hagenbecks Tierpark è una stazione della metropolitana di Amburgo, sulla linea U2.